# Archaeomysis grebnitzkii
Archaeomysis grebnitzkii är en kräftdjursart som beskrevs av Voldemar Czerniavsky 1882. Archaeomysis grebnitzkii ingår i släktet Archaeomysis och familjen Mysidae. Inga underarter finns listade i Catalogue of Life.